# Semiothisa livorosa
Semiothisa livorosa là một loài bướm đêm trong họ Geometridae.